# Station Le Vésinet - Le Pecq
Le Vésinet - Le Pecq is een van de twee stations in de Franse gemeente Le Vésinet. De treinen van lijn A van de RER van Parijs stoppen er. Le Vésinet - Le Pecq is een van de oudste spoorwegstations van Frankrijk. Het station dat tegenwoordig op dezelfde plaats staat is het derde station. De eerste stations heetten station Le Pecq. Er werd in 1837 in Le Pecq aan de Seine een station geopend aan de lijn tussen Parijs en Saint-Germain-en-Laye. Het eerste station op de huidige plaats werd in 1847 in gebruik genomen en nog een station in 1955. Het huidige station fungeert sinds 1972 en wordt aangedaan door tak A1 van de RER. Het andere station in Le Vésinet is Le Vésinet-Centre.

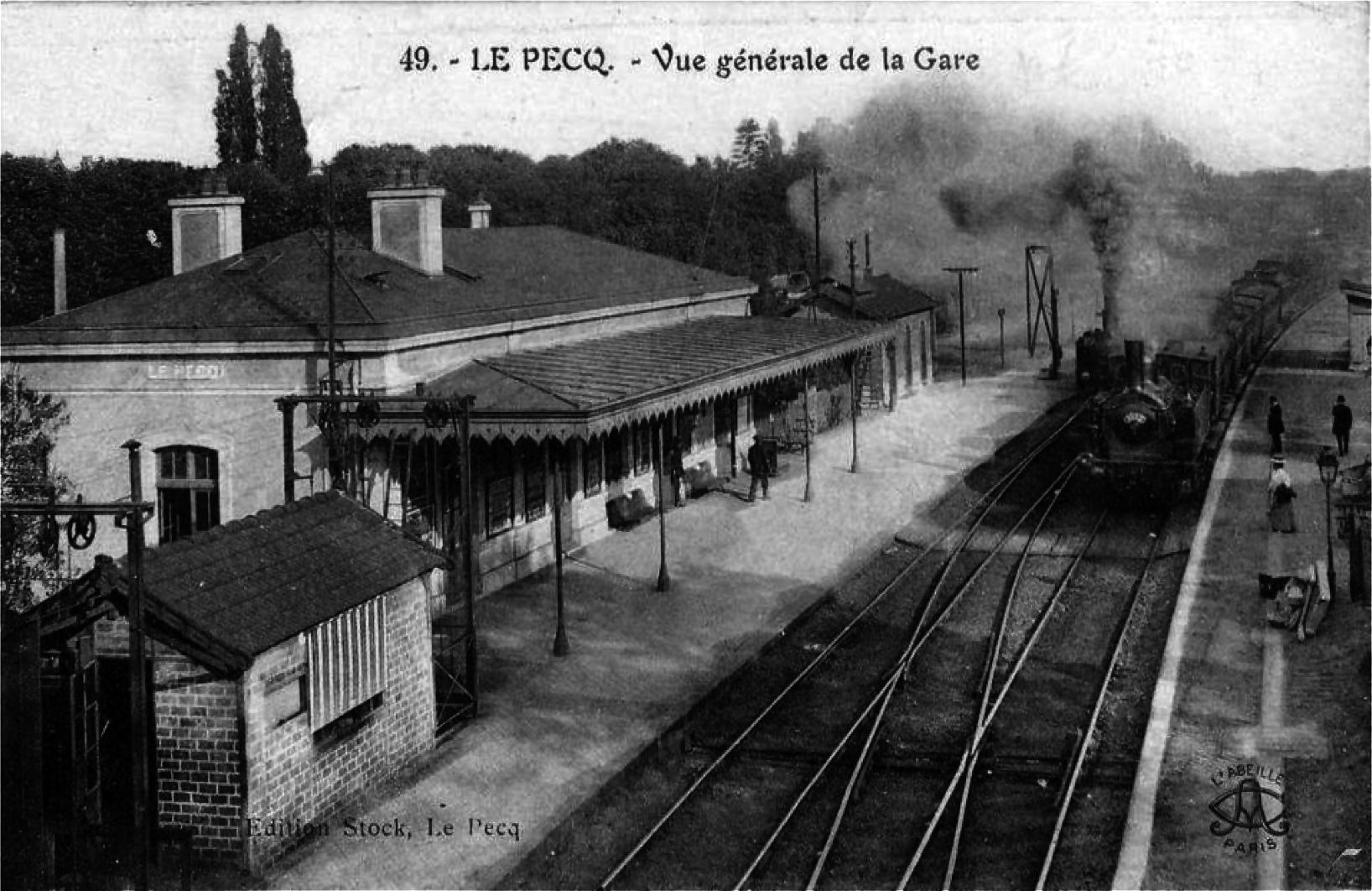
Stationsgebouw uit 1847, omstreeks 1900

## Treindienst
| Serie | Treinsoort        | Route | Bijzonderheden |
| ----- | ----------------- | --- | -------------- |
| RER A | RER (SNCF / RATP) | [ [ Cergy-le-Haut – ] / [ Poissy – ] Maisons-Laffitte – ] / [ Saint-Germain-en-Laye – Le Vésinet - Le Pecq – Rueil-Malmaison – Nanterre-Université – ] Nanterre-Préfecture – La Défense – Châtelet - Les Halles – Paris-Lyon – Vincennes – [ Fontenay-sous-Bois – La Varenne - Chennevières – Boissy-Saint-Léger ] / [ Val de Fontenay – Bry-sur-Marne – Noisy-le-Grand - Mont d’Est – Torcy – Marne-la-Vallée - Chessy ] |                |